# Rick Potion No. 9
«Rick Potion #9» (conocido en Latinoamérica como «La poción de Rick» y en España como «Poción de Rick #9») es el sexto episodio de la primera temporada de la serie de televisión animada para adultos y ciencia ficción: Rick y Morty. Se estrenó en Adult Swim el 27 de enero del 2014 originalmente en los Estados Unidos, fue escrito por Justin Roiland, el cocreador de la serie y dirigido por Stephen Sandoval. La trama del episodio sigue Rick tratando de resolver una epidemia ocasionada por Morty y una pócima hormonal mientras que Jerry, el patriarca de la familia Smith confronta a su esposa sobre su fallido matrimonio.
El episodio fue bien recibido en críticas en especial por su final, el cual fue calificado como uno de los más oscuros del programa.

## Argumento
El baile escolar se acerca Morty comienza a sentirse presionado y abrumado  por encontrar una pareja de amor para el evento  Jessica, pero dado que es muy tímido para pedirle que vayan al baile juntos, él desiste de sus intentos. Cuando Morty le pide consejos a su padre sobre cómo hablar con las chicas, Rick aparece para alardear acerca de cómo el amor es un proceso hormonal y nada romántico así como burlarse del matrimonio de su yerno e hija  enamorar a su interés romántico. Rick responde fabricando una poción a partir del ADN de su nieto y de los campañoles por ser una especie que solo se vincula con una pareja en toda su vida, advierte que la poción es infalible y segura pero olvida decirle que solo es peligrosa si es usada en alguien que está resfriado.   
Jerry comienza a dudar del amor de Beth por culpa de lo que le dijo Rick por lo que le pregunta si lo ama. Beth responde que ella lo ama a su propia manera pero antes de elaborar más se ve forzada a retirarse para participar en una cirugía de emergencia con su compañero Devlin. Al sobrepensar demasiado de la situación Jerry concluye que su esposa lo está engañando con Devlin por lo que conduce hasta el hospital donde trabaja para atraparla en el acto. Rick por su parte se sienta a ver televisión con Summer, cuando él le pregunta por qué no fue al baile escolar la adolescente le comenta que es temporada de gripe lo que preocupa a su abuelo.
En el baile Morty usa la poción sobre Jessica provocando que ella inmediatamente se enamore al punto en que solo se siente excitada por él y siente una co dependencia nada saludable. Durante el baile uno de los pretendientes de Jessica, Brad, confronta a Morty creyendo que la estaba molestando, lo que provoca que ella le estornude sobre él y lo contagie con su gripa, lo que causa que se enamore de Morty también. Pese a que Brad es finalmente expulsado del baile, él acaba por propagar el virus y la poción en todos los presentes que al estar enamorados de él se pelean entre ellos y quieren a Morty solo para ellos. Rick aparece al poco tiempo y ayuda a Morty a evacuar la escuela para explicarle que ha creado una anti vacuna creada a partir del ADN de una mantis religiosa y mezclada con un virus de la gripa más contagioso para propagar su efecto el doble de rápido, Rick también explica que las personas que comparten ADN con el individuo por el que fue creada la poción no caen bajo sus efectos siendo esa la explicación por la que Rick y el resto del clan Smith no caen bajo los efectos del virus. Lamentablemente todo el pueblo acaba infectado por el efecto de la poción y no solo se sienten atraídos por Morty sino que también mutan en híbridos de mantis y seres humanos.  
Aunque la ciudad es infectada y la población muta rápidamente Jerry se abre paso por el hospital hasta donde está Beth quien estaba a punto de ser atacada por Devlin, que muta en un mutante cuando los dos quedan expuestos al virus tras salir del quirófano esterilizado. Después de que Jerry se encarga de asesinar a Devlin, la pareja regresa a la ciudad donde asesinan a varios mutantes y se reúnen con Summer. La experiencia hace que Beth por fin comprenda que Rick no es la persona que creía que era así como fortalecer el amor entre ella y su esposo Jerry. En otra parte Rick y Morty tratan de encontrar una solución a lo ocurrido al verter una poción creada a partir del ADN de varios animales lo que provoca que toda la población acabe mutando en masas de carne amorfas que son apodados como cronenbergs. Escaso de ideas, Rick le propone a Morty utilizar un recurso que solo pueden usar unas cuantas veces el cual consiste en mudarse a una dimensión donde otras contrapartes han resuelto el problema pero en donde también perdieron la vida, siendo esa la razón por la que no pueden recurrir a la misma siempre que estén en problemas. 
Tras comprender que dejó atrás a su verdadera familia y al verse forzado a enterrar el cadáver de su versión de la nueva dimensión en la que habitan, Morty se queda severamente traumatizado de la experiencia entera.

### Escena poscréditos
Algún tiempo después de la partida de Rick y Morty de la dimensión C-137, Jerry, Beth y Summer continúan como los únicos sobrevivientes de la ciudad en un ahora mundo posapocalíptico. Pese a su situación y de no saber nada de su hijo y padre, Beth admite que por fin se siente en paz. Mientras tanto en la ciudad donde todos los cronenberg se agrupan una versión mutada de Rick y Morty se mudan a la dimensión C-137 dado que provienen de una dimensión donde convirtieron a todos en seres humanos comunes y corrientes.

## Producción